# 贝尔纳·塔尔瓦
贝尔纳·塔尔瓦（法語：Bernard Talvard，1947年10月8日—），法国男子击剑运动员，主攻花剑。他曾代表法国参加1972年和1976年夏季奥林匹克运动会击剑比赛，共获得三枚铜牌。